# Croissant-Rouge

Croissant rouge.

Le Croissant-Rouge est la forme que prend le mouvement international de la Croix-Rouge et du Croissant-Rouge dans la majorité des pays musulmans. Les Croissants-Rouges nationaux utilisent comme emblème un croissant rouge, évitant la croix qui évoque le christianisme.

## Liste de Croissants-Rouges nationaux
- Croissant-Rouge algérien
- Croissant-Rouge azerbaïdjanais
- Croissant-Rouge iranien
- Croissant-Rouge marocain
- Croissant-Rouge palestinien
- Croissant-Rouge du Qatar
- Croissant-Rouge arabe syrien
- Croissant-Rouge tunisien